# Indira Levak
Indira Levak (ur. 15 września 1973 w Županji) – chorwacka piosenkarka, wokalistka zespołu muzycznego Colonia w latach 1996–2017.
Indira Vladić dołączyła do szkoły muzycznej w wieku 9 lat. W 1993 roku podjęła pracę jako urzędniczka. W 1996 roku dołączyła do zespołu Colonia, który wkrótce stał się najpopularniejszym chorwackim zespołem dance. Po odejściu z Colonii w 2017 roku nagrała solowe single: „Dva luđaka”, „Dođi” oraz albumy Valkira (2018) i Atlantida (2022).
W 2014 roku poślubiła Miroslava Levaka. Zasiadała w jury Voice of Croatia.